# BBC-Atlantic-Klasse
Die BBC-Atlantic-Klasse ist eine Klasse von Mehrzweckschiffen mit Zwischendeck und eigenem Ladegeschirr.

## Beschreibung
Die Schiffe wurden von 2005 bis 2011 auf verschiedenen Werften in China für Einschiffsgesellschaften der Briese Schiffahrt in Leer gebaut. Die Schiffe sind bzw. waren an BBC Chartering verchartert, die sie in weltweiter Fahrt einsetzt. Der Schiffstyp wird bei BBC Chartering auch als „BBC-Pacific-Typ“ bzw. „BBC-6K-120A“ bezeichnet. Die Schiffe kamen unter der Flagge Gibraltars bzw. von Antigua und Barbuda in Fahrt.

## Technische Daten und Ausstattung
Der Antrieb der Schiffe erfolgt durch einen MaK-Dieselmotor des Typs 8 M32C mit 3.840 kW Leistung. Der Motor wirkt über ein Untersetzungsgetriebe auf einen Verstellpropeller. Die Schiffe erreichen damit eine Geschwindigkeit von rund 13 kn.
Für die Stromerzeugung stehen zwei MAN-Dieselgeneratoren des Typs D 2876 LE 301 mit 260 kW sowie ein Wellengenerator mit 400 kW Leistung zur Verfügung. Als Not- und Hafengenerator wurde ein MAN-Dieselgenerator des Typs D 2866 E verbaut.
Die Schiffe verfügen über ein Bugstrahlruder mit 350 kW Leistung.
Die Decksaufbauten befinden sich im hinteren Bereich der Schiffe. Vor dem Decksaufbau befinden sich zwei mit Stapellukendeckeln verschlossene Laderäume. Die Lukendeckel können mit einem Lukenwagen bewegt werden. Die Laderäume sind boxenförmig. Laderaum 1 ist etwa 19,72 m lang und 13,50 m breit, Laderaum 2 ist etwa 57,80 m lang und 13,50 m breit. Beide Laderäume sind 9,05 m hoch. Der Rauminhalt von Laderaum 1 beträgt 2.373 m³, der von Laderaum 2 6.956 m³. Laderaum 2 kann mit zwei Schotten weiter unterteilt werden. Beide Laderäume verfügen über ein Zwischendeck.
Die Tankdecke in den Laderäumen kann mit 15 t/m², das Zwischendeck im Laderaum 1 mit 2,2 t/m² und das Zwischendeck im Laderaum 2 mit 2,5 t/m² belastet werden. Die Lukendeckel können mit 1,75 t/m² belastet werden.
Die Schiffe sind für den Transport von Containern ausgestattet. Die Containerkapazität beträgt 336 TEU. Davon können 180 20-Fuß-Container in drei Lagen in den beiden Laderäumen und 156 20-Fuß-Container in zwei Lagen an Deck gestaut werden. Alternativ können 75 40-Fuß-Container und 30 20-Fuß-Container in den Räumen sowie 78 40-Fuß-Container an Deck gestaut werden. Bei einer gleichmäßigen Beladung mit 14 t schweren Containern beträgt die Kapazität der Schiffe 330 TEU.
Für den Ladungsumschlag stehen zwei NMF-Krane mit jeweils 60 t Kapazität bei 14 m Auslage (bzw. 35 t bei 24 m Auslage) zur Verfügung. Die Krane können im Tandembetrieb 120 t heben. Die beiden Krane sind auf der Backbordseite der Schiffe angeordnet.
Für die Schiffsbesatzung stehen zehn Kabinen zur Verfügung, in denen zwölf Personen untergebracht werden können.

## Schiffe der Klasse
| Bauname     | Bauwerft Baunummer                                      | IMO-Nummer | Kiellegung Stapellauf Ablieferung                    | Umbenennungen und Verbleib                                                        |
| ----------- | ------------------------------------------------------- | ---------- | ---------------------------------------------------- | --------------------------------------------------------------------------------- |
| Westerriede | Tianjin Xingang Shipbuilding Heavy Industry Co. SB350-3 | 9352743    | 18. Juli 2003 11. Mai 2005 20. Juli 2005             | 2005: BBC Atlantic, 2018: Don Alfredo Sr III                                      |
| Norderloog  | Dalian Fishing Vessel Co. 2005-1211                     | 9427081    | 10. Juni 2006 13. Februar 2007 8. November 2007      | 2007: BBC Pacific                                                                 |
| Mellumplate | Tianjin Xinhe Shipbuilding Heavy Ind. Co. SB506         | 9378230    | 15. Dezember 2006 20. August 2007 2. Februar 2008    | 2008: BBC Adriatic, 2023: Defne                                                   |
| Süderloog   | Dalian Fishing Vessel Co. 2005-1212                     | 9427093    | 13. Februar 2007 2. April 2008 25. April 2008        | 2008: BBC Baltic, 2019: Don Ceferino Alfredo                                      |
| Sandwater   | Tianjin Xinhe Shipbuilding Heavy Ind. Co. SB507         | 9378242    | 16. April 2007 5. April 2008 3. November 2008        | 2008: BBC Caribbean, 2009: Princess Isabella, 2009: BBC Caribbean, 2023: Kimberly |
| Hollum      | Dalian Fishing Vessel Co. 2006-1204                     | 9454216    | 26. August 2008 12. Januar 2009 2. Dezember 2009     | 2023: Pera                                                                        |
| Wittdün     | Dalian Fishing Vessel Co. 2006-1205                     | 9454228    | 27. August 2008 22. April 2010 17. Mai 2010          | 2010: BBC Marmara                                                                 |
| Extum       | Dalian Fishing Vessel Co. 2008-1203                     | 9569528    | 27. August 2008 21. September 2009 10. November 2010 | 2010: BBC Magellan, 2022: BBC Australia                                           |
| Damsum      | Dalian Fishing Vessel Co. 2008-1204                     | 9569530    | 29. August 2008 16. Januar 2010 22. März 2011        | 2011: BBC Ocean                                                                   |

## Sonstiges
Die BBC Caribbean wurde am 5. Februar 2017 etwa 120 Seemeilen südwestlich von Bonny Island im Golf von Guinea vor der Küste Nigerias von Piraten überfallen. Acht Mitglieder der Besatzung, sieben Russen und ein Ukrainer, wurden verschleppt. Die Seeleute wurden Anfang März wieder freigelassen.